# Mytrofan (Nikitin)
Mytrofan (světským jménem: Andrij Viktorovyč Nikitin; * 31. října 1976, Vorošylovhrad) je ukrajinský duchovní Ukrajinské pravoslavné církve Moskevského patriarchátu, arcibiskup a metropolita horlivský a slovjanský.

## Život
Narodil se 31. října 1976 ve Vorošylovhradu (dnes město Luhansk).
Po střední škole odešel roku 1991 do monastýru Korennaja pustyň v Kurské oblasti a roku 1994 přešel do Svatohorské lávry. Byl hypodiákonem biskupa horlivského a slovjanského Alipije (Pogrebňaka), který jej 21. listopadu 1994 rukopoložil na diákona.
Dne 23. prosince 1994 byl postřižen na monacha se jménem Mytrofan na počest svatého Mitrofana Voroněžského.
Od roku 1996 do roku 2002 studoval na Kyjevském duchovním semináři.
Dne 18. května 1997 byl rukopoložen na jeromonacha. Od 20. října stejného roku začal sloužit v chrámu svatého Michaela v Mariupoli. Následně sloužil v chrámu svatého Vladimíra v Mariupoli a v chrámu Narození Krista v Doněcku.
Od roku 2001 studoval na Kyjevské duchovní akademii, kterou dokončil roku 2005.
Od roku 2004 byl duchovním a přednášejícím Nového zákona na Doněcké národní univerzitě.
Roku 2004 byl povýšen na archimandritu.
Dne 24. ledna 2007 jej Svatý synod Ukrajinské pravoslavné církve zvolil biskupem horlivským a slovjanským. Dne 27. ledna byl oficiálně jmenován biskupem a o den později proběhla jeho biskupská chirotonie. Světiteli byli metropolita kyjevský a celé Ukrajiny Volodymyr (Sabodan), metropolita doněcký a mariupolský Ilarion (Šukalo), biskup vasylkivský Luka (Kovalenko), biskup svatohorský Arsenij (Jakovenko) a biskup boryspilský Antonij (Pakanyč).
Dne 28. srpna 2013 byl povýšen na arcibiskupa a 17. srpna 2015 na metropolitu.